# 구글 스트리트 뷰

구글 스트리트 뷰가 적용되는 지역
현재 전체 적용되고 있는 국가
현재 부분 적용되고 있는 국가
앞으로 적용 계획 중인 국가 (공식)
앞으로 적용 계획 중인 국가 (비공식)
업소 정보 제공 및 주요 관광지만 적용되고 있는 국가
업소 정보 제공만 적용되고 있는 국가
현재 미지원 및 적용 계획이 없는 국가

구글 스트리트 뷰(Google Street View)는 구글 지도의 서비스로, 세계의 여러 길과 장소를 360도 카메라로 찍어 컴퓨터만으로 세계를 볼 수 있게 해준다.

## 제공 국가
아래의 표는 구글 스트리트 뷰가 제공되는 국가 및 처음으로 제공된 해를 나타낸 표이다.
| 나라                  | 등록된 해 | 주석 |
| --------------------- | --------- | --- |
| 알바니아              | 2016년    | |
| 알제리                | 2016년    | |
| 아메리칸사모아        | 2015년    | |
| 안도라                | 2012년    | |
| 올란드 제도           | 2010년    | 처음으로 세미 자치 지방에서 스트리트 뷰가 지원되었다.                                                           |
| 앵귈라                | 2015년    | 현재 해저만 볼 수 있다.                                                                                         |
| 남극                  | 2010년    | 남극에서 스트리트 뷰를 보고자 하면 스트리트 뷰 아이콘 (픽맨)이 턱끈펭귄 모양으로 바뀐다.                        |
| 앤티가 바부다         | 2015년    | 현재 해저만 볼 수 있다.                                                                                         |
| 아르헨티나            | 2014년    | |
| 아르메니아            | 2015년    | |
| 아루바                | 2015년    | 현재 해저만 볼 수 있다.                                                                                         |
| 오스트레일리아        | 2008년    | 오세아니아 국가 중 처음으로 지원되었으며, 일본과 같은 날에 지원되었다.                                          |
| 오스트리아            | 2012년    | |
| 아제르바이잔          | 2015년    | |
| 바하마                | 2015년    | 현재 해저만 볼 수 있다.                                                                                         |
| 바레인                | 2016년    | |
| 방글라데시            | 2015년    | |
| 벨라루스              | 2015년    | 박물관만 지원됨.                                                                                                |
| 벨기에                | 2011년    | |
| 벨리즈                | 2014년    | 현재 해저만 볼 수 있다.                                                                                         |
| 버뮤다                | 2015년    | |
| 부탄                  | 2014년    | |
| 볼리비아              | 2015년    | |
| 보네르섬              | 2015년    | |
| 보스니아 헤르체고비나 | 2016년    | |
| 보츠와나              | 2012년    | |
| 브라질                | 2010년    | 남아메리카 국가 중 처음으로 지원되었다. 브라질 남부의 도시들과 아마존강 근처에 위치한 도시 마나우스가 지원된다. |
| 영국령 인도양 지역    | 2013년    | |
| 불가리아              | 2013년    | |
| 캄보디아              | 2014년    | |
| 캐나다                | 2009년    | |
| 카보베르데            | 2016년    | |
| 칠레                  | 2012년    | |
| 중국                  | 2013년    | 박물관만 지원됨.                                                                                                |
| 크리스마스섬          | 2018년    | |
| 코코스 제도           | 2018년    | |
| 콜롬비아              | 2013년    | |
| 쿡 제도               | 2015년    | 현재 해저만 볼 수 있다.                                                                                         |
| 코스타리카            | 2016년    | |
| 크로아티아            | 2012년    | |
| 퀴라소                | 2015년    | 현재 해저만 볼 수 있다.                                                                                         |
| 키프로스              | 2015년    | |
| 체코                  | 2009년    | 동유럽 국가 중 처음으로 지원되었다.                                                                             |
| 덴마크                | 2010년    | |
| 도미니카 공화국       | 2016년    | |
| 동티모르              | 2015년    | 현재 해저만 볼 수 있다.                                                                                         |
| 에콰도르              | 2015년    | |
| 이집트                | 2014년    | 현재 주요 명소만 볼 수 있다.                                                                                    |
| 엘살바도르            | 2016년    | |
| 에스토니아            | 2012년    | |
| 포클랜드 제도         | 2014년    | |
| 페로 제도             | 2017년    | |
| 피지                  | 2017년    | |
| 핀란드                | 2010년    | |
| 프랑스                | 2008년    | 이탈리아와 같은 날에 지원되었으며, 유럽 국가 중에서 이탈리아와 함께 처음으로 지원되었다.                        |
| 조지아                | 2016년    | |
| 독일                  | 2010년    | 베를린, 뮌헨, 함부르크, 뒤셀도르프, 하노버, 쾰른, 에센 등과 같이 규모가 큰 도시들만 지원된다.                   |
| 가나                  | 2017년    | |
| 지브롤터              | 2012년    | |
| 그리스                | 2012년    | |
| 그린란드              | 2015년    | |
| 그레나다              | 2016년    | |
| 과들루프              | 2015년    | 현재 해저만 볼 수 있다.                                                                                         |
| 괌                    | 2014년    | |
| 과테말라              | 2016년    | |
| 온두라스              | 2016년    | |
| 홍콩                  | 2010년    | 마카오와 같은 날짜에 지원을 시작했다.                                                                           |
| 헝가리                | 2013년    | |
| 아이슬란드            | 2013년    | |
| 인도                  | 2012년    | 주요 도시와 박물관만 지원됨.                                                                                    |
| 인도네시아            | 2014년    | |
| 이란                  | 2016년    | |
| 이라크                | 2011년    | 박물관만 지원됨.                                                                                                |
| 아일랜드              | 2010년    | |
| 맨섬                  | 2011년    | |
| 이탈리아              | 2008년    | 프랑스와 같은 날에 지원되었으며, 유럽 국가 중에서 프랑스와 함께 처음으로 지원되었다.                            |
| 자메이카              | 2016년    | |
| 이스라엘              | 2012년    | 중동 국가 중 처음으로 지원되었다.                                                                               |
| 일본                  | 2008년    | 아시아 국가 중 처음으로 지원되었으며, 오스트레일리아와 같은 날에 지원되었다.                                    |
| 저지섬                | 2011년    | |
| 요르단                | 2015년    | |
| 카자흐스탄            | 2015년    | |
| 케냐                  | 2015년    | |
| 코소보                | 2015년    | |
| 쿠웨이트              | 2016년    | |
| 키르기스스탄          | 2016년    | |
| 라오스                | 2015년    | 비엔티안만 지원된다.                                                                                            |
| 라트비아              | 2012년    | |
| 레바논                | 2016년    | |
| 레소토                | 2013년    | |
| 리히텐슈타인          | 2016년    | |
| 리투아니아            | 2013년    | |
| 룩셈부르크            | 2014년    | |
| 북마케도니아          | 2015년    | |
| 마카오                | 2010년    | 홍콩과 같은 날짜에 지원을 시작했다.                                                                             |
| 마다가스카르          | 2015년    | |
| 말레이시아            | 2013년    | 주요 명소부터 먼저 지원하였으며, 이후 주요 지역으로 확대되었다.                                                 |
| 몰디브                | 2015년    | 현재 해저만 볼 수 있다.                                                                                         |
| 몰타                  | 2016년    | |
| 마셜 제도             | 2016년    | |
| 마르티니크            | 2013년    | |
| 멕시코                | 2009년    | 라틴아메리카 국가 중 처음으로 지원되었다.                                                                       |
| 몰도바                | 2016년    | |
| 미드웨이 환초         | 2012년    | |
| 모나코                | 2011년    | 구글 스트리트 뷰를 지원하는 국가들 중 가장 작은 국가이다.                                                       |
| 몽골                  | 2015년    | |
| 몬테네그로            | 2016년    | |
| 몬트세랫              | 2017년    | |
| 모로코                | 2015년    | |
| 미얀마                | 2016년    | |
| 나미비아              | 2015년    | |
| 네팔                  | 2013년    | 현재 주요 명소만 볼 수 있다.                                                                                    |
| 네덜란드              | 2009년    | 처음으로 모든 지역을 지원하기 시작한 국가이다.                                                                  |
| 누벨칼레도니          | 2017년    | 현재 해저만 볼 수 있다.                                                                                         |
| 뉴질랜드              | 2008년    | |
| 니카라과              | 2016년    | |
| 나이지리아            | 2017년    | 라고스만 지원된다.                                                                                              |
| 노르웨이              | 2010년    | 구글 스트리트 뷰를 지원하는 국가들 중 가장 북쪽에 위치한 국가이다.                                              |
| 오만                  | 2016년    | |
| 파키스탄              | 2015년    | |
| 팔레스타인            | 2012년    | |
| 파나마                | 2015년    | |
| 파푸아뉴기니          | 2017년    | 현재 해저만 볼 수 있다.                                                                                         |
| 파라과이              | 2016년    | |
| 페루                  | 2013년    | |
| 필리핀                | 2015년    | |
| 핏케언 제도           | 2013년    | |
| 폴란드                | 2012년    | |
| 포르투갈              | 2009년    | |
| 푸에르토리코          | 2016년    | |
| 카타르                | 2012년    | 박물관과 공항만 지원됨.                                                                                         |
| 루마니아              | 2010년    | |
| 러시아                | 2013년    | 2011년에 박물관부터 먼저 지원했으며, 현재는 모스크바와 카잔 등 다른 지역도 지원된다.                            |
| 레위니옹              | 2016년    | |
| 세인트빈센트 그레나딘 | 2015년    | 현재 해저만 볼 수 있다.                                                                                         |
| 생피에르 미클롱       | 2017년    | |
| 산마리노              | 2012년    | 스트리트 뷰에서 가장 최근에 지원된 국가이다.                                                                    |
| 사우디아라비아        | 2015년    | |
| 세네갈                | 2017년    | |
| 세르비아              | 2014년    | |
| 싱가포르              | 2009년    | 동남아시아 국가 중 처음으로 지원된 국가이다.                                                                    |
| 슬로바키아            | 2012년    | |
| 슬로베니아            | 2014년    | |
| 솔로몬 제도           | 2015년    | 현재 해저만 볼 수 있다.                                                                                         |
| 남아프리카 공화국     | 2010년    | 아프리카 국가 중 처음으로 지원된 국가이다.                                                                      |
| 대한민국              | 2012년    | 처음에는 서울과 부산 및 제주도 내 지역 관광지 지역만 가능했으며, 현재는 다른 지역으로도 확대되었다.             |
| 스페인                | 2008년    | |
| 스리랑카              | 2016년    | |
| 에스와티니            | 2013년    | |
| 스웨덴                | 2010년    | |
| 스위스                | 2009년    | |
| 상투메 프린시페       | 2016년    | |
| 탄자니아              | 2013년    | 현재 주요 명소만 볼 수 있다.                                                                                    |
| 태국                  | 2012년    | 방콕, 치앙마이, 푸껫이 지원된다.                                                                                |
| 바하마                | 2015년    | |
| 튀니지                | 2016년    | |
| 중화민국              | 2009년    | |
| 튀르키예              | 2015년    | |
| 터크스 케이커스 제도  | 2015년    | 현재 해저만 볼 수 있다.                                                                                         |
| 우간다                | 2015년    | |
| 우크라이나            | 2012년    | UEFA 유로 2012 개막 전에 지원을 시작했다. 현재 키이우, 리비우, 도네츠크, 오데사, 하르키우가 지원된다.           |
| 아랍에미리트          | 2014년    | 2013년에 주요 명소부터 먼저 지원하였다.                                                                         |
| 영국                  | 2009년    | |
| 미국령 군소 제도      | 2016년    | |
| 미국령 버진아일랜드   | 2016년    | |
| 미국                  | 2007년    | 스트리트 뷰에서 처음으로 지원된 국가이다.                                                                       |
| 우루과이              | 2015년    | |
| 바누아투              | 2017년    | 현재 화산과 해저만 볼 수 있다.                                                                                  |
| 베네수엘라            | 2016년    | |
| 베트남                | 2015년    | 현재 주요 명소만 볼 수 있다.                                                                                    |

### 북아메리카

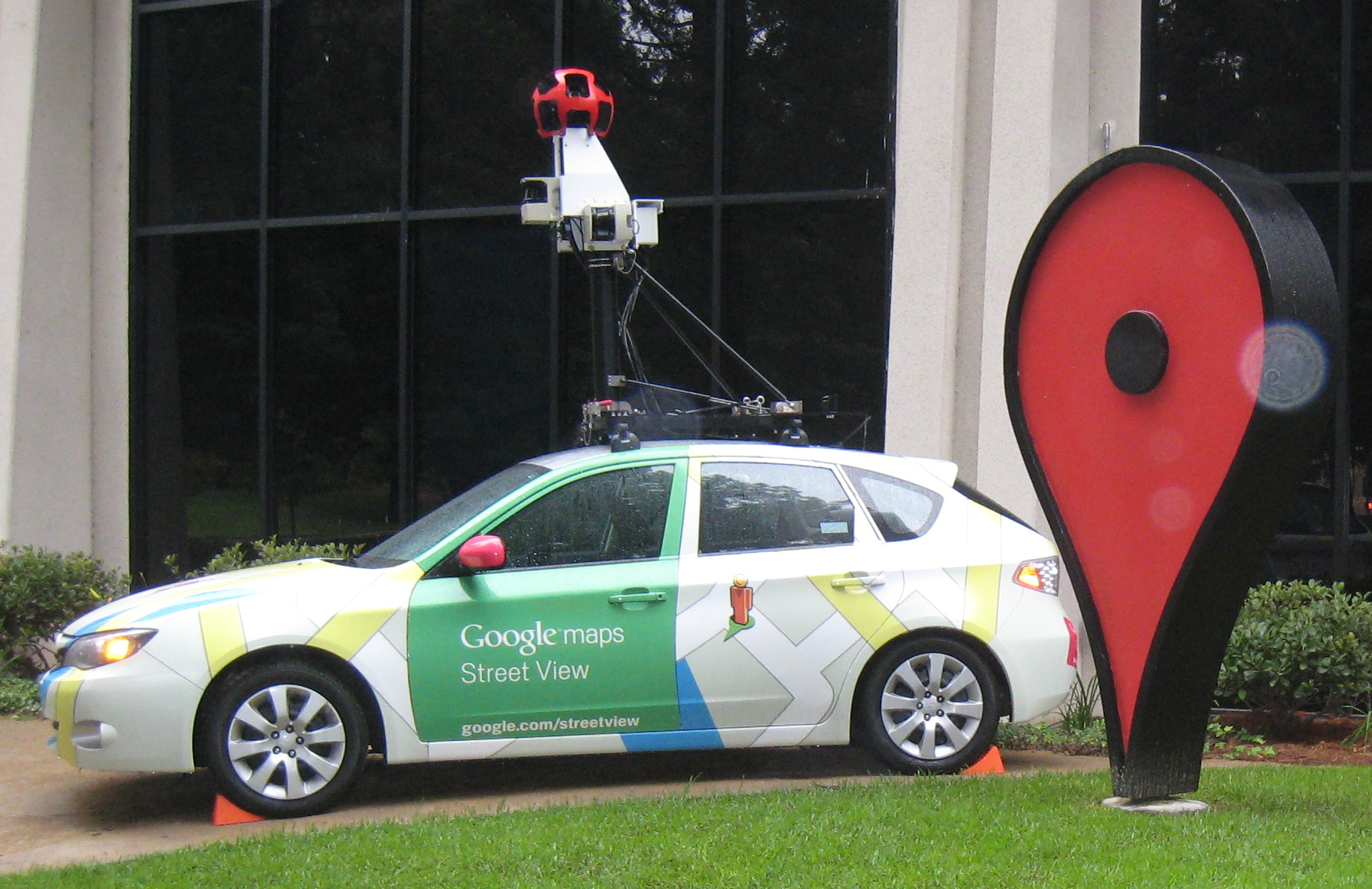
미국 캘리포니아주 마운틴 뷰 구글 캠퍼스에서 공개된 구글 맵 전용 카메라 자동차 (스바루 임프레자), 2010년 10월 촬영.

#### 미국
미국은 스트리트 뷰에서 처음으로 등록된 나라이자, 구글 스트리트 뷰가 처음으로 소개되었던 한 해 동안 유일하게 이미지 자료가 있었던 나라였다. 초기에는 볼 수 있는 도시가 제한되었으며 그 도시 내의 중요한 도로를 보여주었는데, 이마저도 제한된 높이로만 건물들을 볼 수가 있었다. 제한적이었지만 기타 도로나 근처에 위치한 도시들도 볼 수 있었다.
맨 처음 스트리트 뷰가 소개된 뒤, 도시의 교외에서 도심까지 위치한 조그마한 도로들의 이미지도 추가하게 되면서 볼 수 있는 범위가 더욱 많아졌다. 더 많은 도로 및 근처 도시들의 이미지도 추가되었다.
이후 여러 도시들의 이미지들은 더욱 확대되고 개선되었지만, 반드시 새 도시를 추가할 때와 같이 업데이트했다. 이렇게 점차 개선되면서 기존에 주요 도로만을 볼 수 있던 것과 달리, 작은 도로나 기타 도로들도 볼 수 있게 되었다. 또 볼 수 있는 높이가 제한되어 있었던 이전과는 달리, 개선 후에는 전망 높이가 확대되어 하늘을 보는 것도 가능해졌다.

## 아이콘과 사용법
스트리트 뷰 서비스가 제공되는 나라에는 지원되는 거리에 카메라 아이콘이 그려져 있으며, 그 곳으로 마우스를 드래그하면 그 곳의 정확한 위치와 주소 등이 나온다. 실사의 거리와 같은 모습을 하고 있으며, 360도로 회전할 수 있는 서비스가 제공된다.

## 같이 보기
- 오픈스트리트맵
- 구글 스트리트 뷰의 적용 범위
- 구글 스트리트 뷰 개인정보 문제